# Volker Kutscher
Volker Kutscher, född 26 december 1962 i Köln, är en tysk författare, mest känd för sin Berlinbaserade deckarserie om Gereon Rath, som även blivit den internationellt framgångsrika TV-serien Babylon Berlin (2017–). TV-serien bygger på hans kända bästsäljarböcker Babylon Berlin, Den stumma döden samt Goldstein och vann Bambipriset.

## Böcker i (urval)
Gereon Rath serien:
- 2008 - 1. Babylon Berlin (Babylon Berlin - Der nasse Fisch)
- 2009 - 2. Den stumma döden (Der stumme Tod)
- 2010 - 3. Goldstein
- 2012 - 4. Akterna om Vaterland (Die Akte Vaterland)
- 2014 - 5. Marsfallen (Märzgefallene)
- 2016 - 6. Lunapark
- 2018 - 7. Marlow
- 2020 - 8. Olympia

## Källhänvisningar
1. ↑  Tjeckiska nationalbibliotekets databas, NKC-ID: xx0198026, läst: 1 mars 2022.[källa från Wikidata]
2. ↑  hämtat från: franskspråkiga Wikipedia.[källa från Wikidata]
3. ↑  hämtat från: italienskspråkiga Wikipedia.[källa från Wikidata]
4. ↑  ”Volker Kutscher”. Arkiverad från originalet den 30 augusti 2023. https://web.archive.org/web/20230830130318/https://sandstonepress.com/authors/volker-kutscher. Läst 14 januari 2021.
5. ↑  Die im Berlin der 1920er und 1930er Jahre spielende Krimiserie „Babylon Berlin“ erhält den BAMBI als „Beste Serie“.